# ヨハン・アントン・ランブー
ヨハン・アントン・ランブー（Johann Anton Alban Ramboux、1790年10月5日 - 1866年10月2日）はドイツの画家、版画家である。

## 略歴
ラインラント＝プファルツ州のトリーアで生まれた。父親は南フランスのサヴォワの出身者で母親はケルンで有名な金細工師の家系である。トリーアの実業学校などで学び、10年間、ベルギーのフロロンヴィルで ギルソン(Jean-Henri Gilson)のもとで修行した後、1807年にパリに移り、ジャック＝ルイ・ダヴィッドの弟子となり、エコール・デ・ボザールでゴーテロ(Pierre-Claude Gautherot)に学んだ。1813年にトリーアに戻った後、1815年にミュンヘンに移り、ミュンヘン美術院に入学し、彫刻家のエーベルハルト兄弟(Franz Eberhard , Konrad Eberhard)のもとで1年間、学んだ。
1816年春に、ローマに移り1822年6月まで滞在した。ローマでは「ナザレ派」の芸術家と交流し、ペーター・フォン・コルネリウス、カール・フィリップ・フォール、ヨーゼフ・アントン・コッホ、ヨハン・フリードリヒ・オーファーベックらと親しくなった。1822年夏にトリーアに戻り、10年間トリーアで過ごし、水彩画を描き、版画にして出版した。1832年にローマを再訪し1842年まで滞在した。
イタリアでは風景画や風俗画に加えて、13世紀から16世紀に描かれた壁画やモザイク画の複製も描いた。300枚近い水彩画はプロイセンに買い上げられた。1844年に彫刻家のヨハン・ゴットフリート・シャドウの推薦を受けて、ケルンの美術館(後のヴァルラフ・リヒャルツ美術館)の学芸員になり、美術館の拡充に功績があった。1854年に中東へ旅した。
1858年にトーリアの名誉市民の称号を受け、1961年からトーリア市は若手の芸術家に贈るランブー賞(Ramboux-Preis)を創設した。ケルンで没した。

## 作品

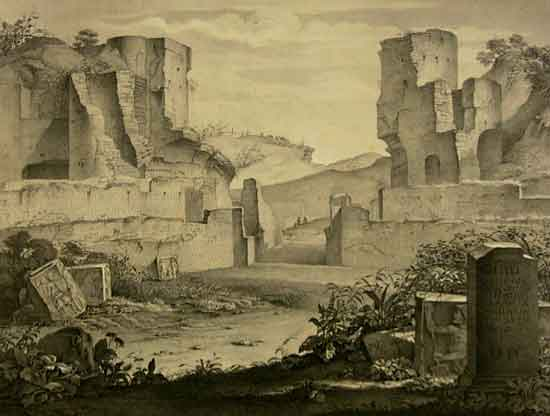
トリーアの円形劇場
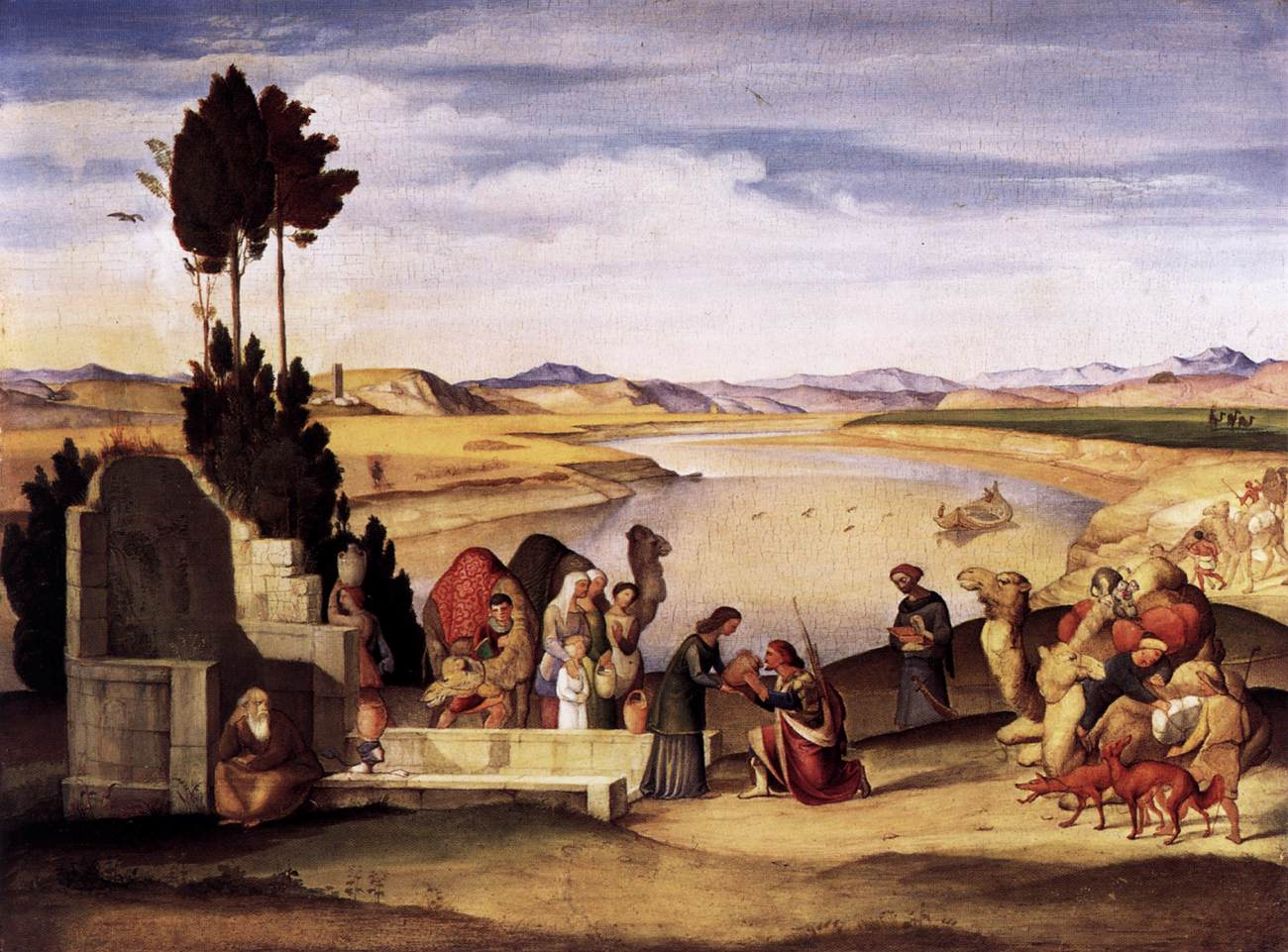
井戸のそばのリベカとエリエゼル (1819)
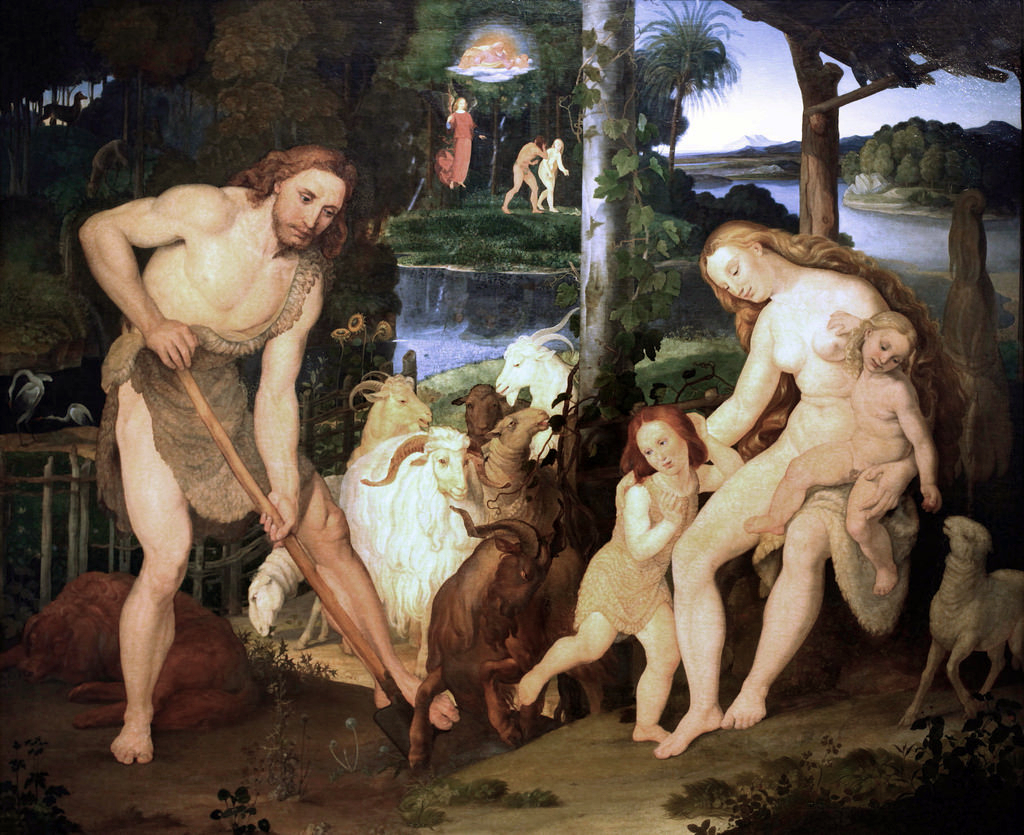
アダムとイブ(c.1818)